# Potamogeton lucens
Potamogeton lucens es una planta herbácea acuática de la familia de las potamogetonáceas.

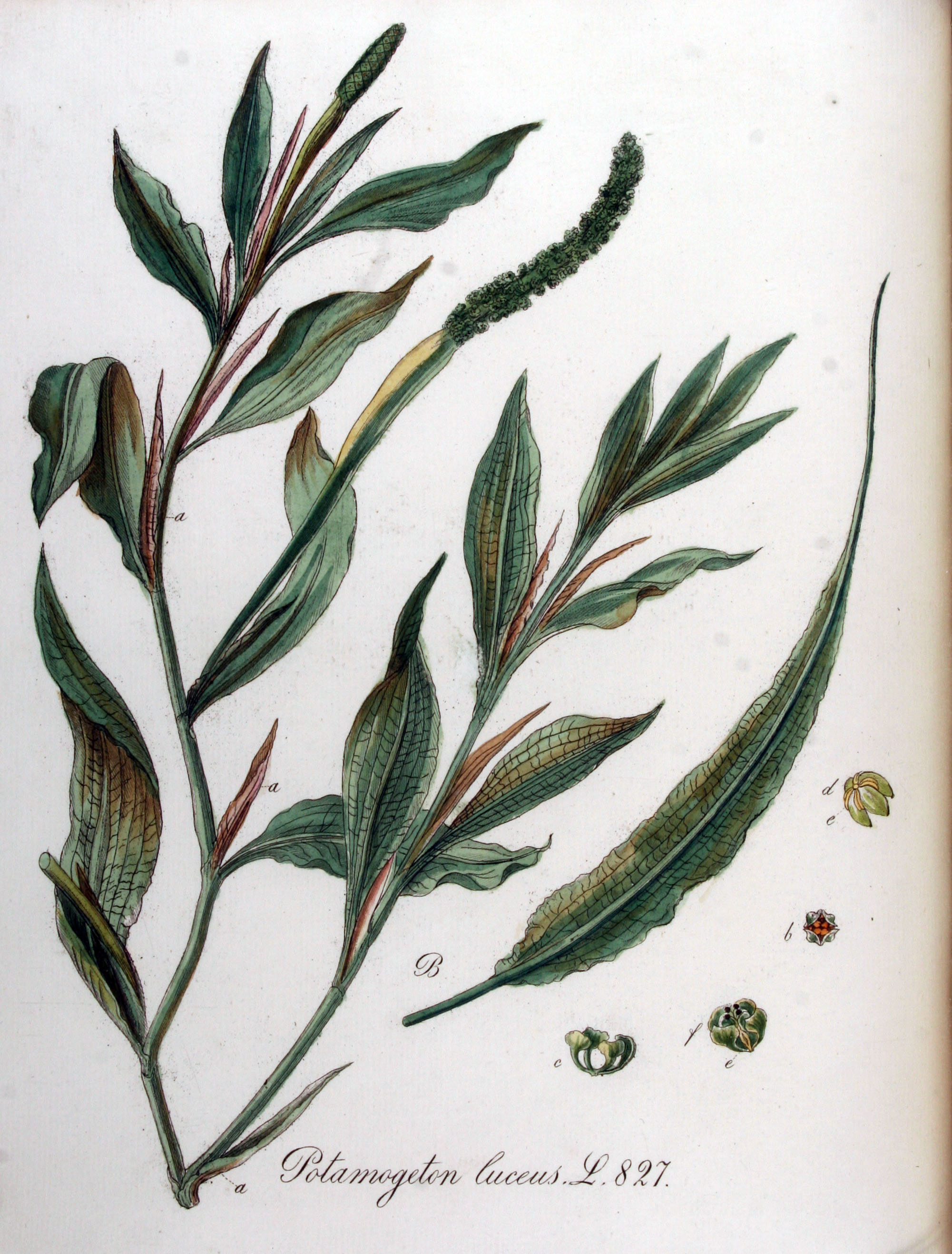
Ilustración

## Descripción
Tiene tallos de hasta 40 cm, muy escasamente ramificados. Las hojas de 0,7-3 cm de anchura, de margen ondulado, de mucronadas a cuspidadas, cortamente pecioladas, membranosas, reticuladas, todas sumergidas. Estípulas de 0,8-5 cm, semejantes a las hojas, erecto-patentes, libres. Pedúnculo recto, marcadamente ensanchado en la parte superior, de 4,5-8,5 cm en la fructificación. Anteras de c. 1,5 mm, reniformes. Infrutescencia de 30-45 mm, con 1-4 aquenios por flor. Aquenios de 3-3,5 x 2,5 mm, asimetricos; cara ventral ligeramente convexa, con 1 fuerte quilla central y 2 quillas laterales, muy prominentes; pico de c. 0,5 mm, sublateral, inserto cerca de la cara ventral.  Florece y fructifica de abril a agosto.

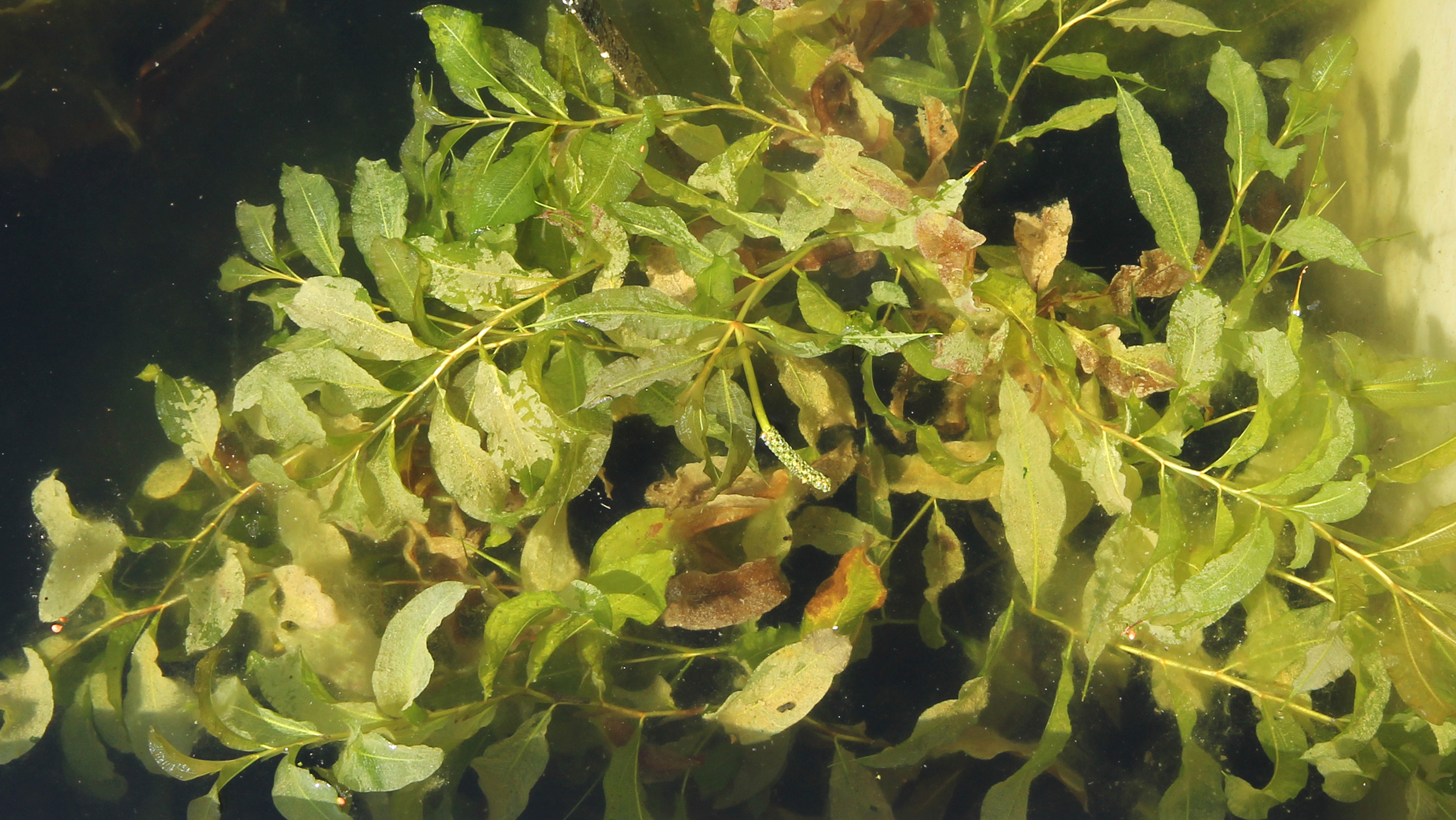
Potamogeton lucens

## Distribución y hábitat
Se encuentra en España en lagunas y arroyos de agua dulce, en Sierra Norte sevillana, Litoral, Campiña Baja gaditana. Distribución general, en Europa, Norte de África, Asia, Macaronesia (Azores) y Norteamérica.

## Taxonomía
Potamogeton lucens fue descrita por Carlos Linneo y publicado en Species Plantarum 1: 126. 1753.
Citología
Número de cromosomas de Potamogeton polygonifolius (Fam. Potamogetonaceae) y táxones infraespecíficos:  2n = 52.
Sinonimia
- Buccaferrea lucida Bubani
- Potamogeton acuminatus Schumach.
- Potamogeton americanus Roem. & Schult.
- Potamogeton angustifolius Bercht. & J.Presl ex Opiz
- Potamogeton caudatus Seidl ex Opiz
- Potamogeton coriaceus (Nolte ex Mert. & W.D.J.Koch) Fryer
- Potamogeton corniculatus Schur
- Potamogeton cornutus J.Presl & C.Presl
- Potamogeton dentatus Hagstr.
- Potamogeton gaudichaudii Cham. & Schltdl.
- Potamogeton gramineus subsp. zizii (Mert. & W.D.J.Koch) K.Richt.
- Potamogeton lanceolatus Eichw.
- Potamogeton lindenbergii Lehm. ex Graebn.
- Potamogeton longifolius J.Gay ex Poir.
- Potamogeton lucidus Gueldenst.
- Potamogeton macrophyllus Wolfg.
- Potamogeton nitens Willd. ex Cham. & Schltdl.
- Potamogeton proteus Cham. & Schltdl.
- Potamogeton rotundifolius Schultz
- Potamogeton sinicus Migo
- Potamogeton teganumensis (Makino) Makino
- Potamogeton volhynicus Besser ex Roem. & Schult.
- Potamogeton zizii Mert. & W.D.J.Koch
- Spirillus lucens (L.) Nieuwl.[3]

## Nombre común
- Castellano: espiga de agua.[4]